# رویه‌گیر

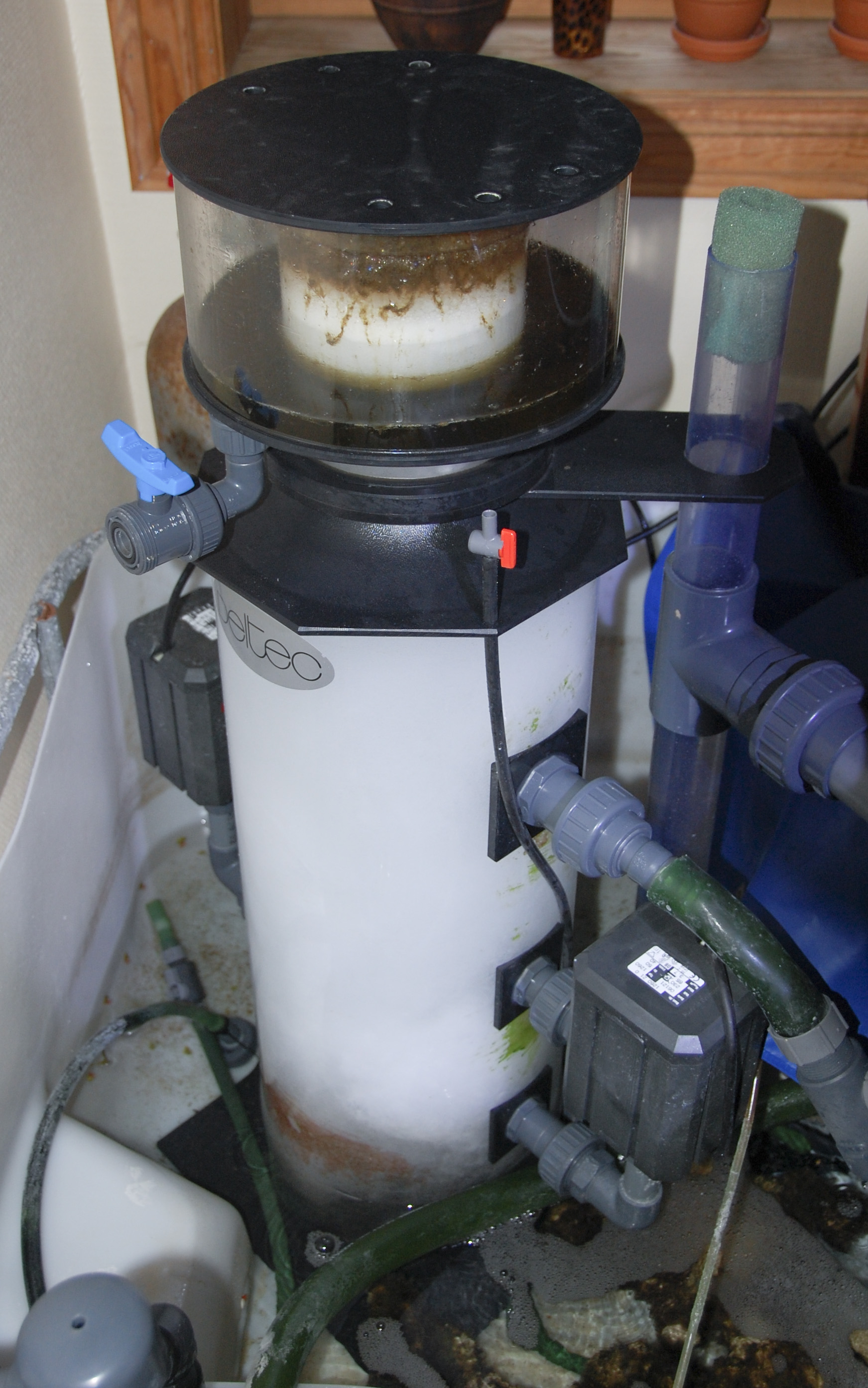
دستگاه رویه‌گیر.

رویه‌گیر دستگاهی است برای جمع‌آوری روماندهای پسابها.
از دستگاه رویه‌گیر در آکواریومهای بزرگ هم استفاده می‌شود تا ترکیبات آلی گردآمده بر روی آب را پیش از آنکه تجزیه شده و به صورت فاضلاب نیتروژنی دربیایند از روی آب پاک کنند.